# Gina Chmielinski
Gina-Maria Chmielinski (* 7. Juni 2000 in Ludwigsfelde) ist eine deutsche Fußballspielerin. Seit dem 15. Juli 2024 ist sie Vertragsspielerin der US Sassuolo Calcio.

## Karriere

### Vereine
Chmielinski begann ihre Karriere im Alter von drei Jahren beim Ludwigsfelder FC. Im Jahr 2012 wechselte sie in die Jugend des 1. FFC Turbine Potsdam und auf die Sportschule Potsdam „Friedrich Ludwig Jahn“. Von 2014 bis 2016 spielte Chmielinski mit den B-Juniorinnen in der Bundesliga. In der Saison 2014/15 gewann die Mannschaft den Meistertitel durch einen 3:1-Finalsieg bei Werder Bremen, ein Jahr später folgte die Titelverteidigung nach einem 4:2-Sieg in ihrer Heimatstadt Ludwigsfelde gegen den FSV Gütersloh 2009. Im Sommer 2016 rückte sie in den Kader der ersten Mannschaft auf und gab am 18. Dezember 2016 ihr Bundesligadebüt beim 8:0-Sieg der Potsdamerinnen gegen den MSV Duisburg. Chmielinski wurde in der 73. Minute für Tabea Kemme eingewechselt. Ihr erstes Tor in der Bundesliga erzielte sie am 12. November 2017 beim 2:2-Unentschieden der Potsdamerinnen gegen den FC Bayern München. In der 80. Minute erzielte sie den 2:2-Endstand. Im Sommer 2022 wechselte sie zum schwedischen Erstligisten FC Rosengård. Nach zwei Spielzeiten wurde sie vom italienischen Erstligisten SSD Napoli verpflichtet, für den sie bereits am ersten Spieltag, am 17. September 2023, bei der 1:2-Niederlage im Auswärtsspiel gegen den FC Como Women debütierte. Zum Saisonende verließ sie den Verein; sie wurde vom Ligakonkurrenten US Sassuolo Calcio verpflichtet.

### Nationalmannschaft
In einem Zeitraum von vier Jahren bestritt sie für die Nachwuchsnationalmannschaften des DFB in den Altersklassen U15, U16, U17 und U19 insgesamt 35 Länderspiele, in denen ihr 14 Tore gelangen.

## Erfolge
- Finalist U19-Europameisterschaft 2019
- Deutscher B-Juniorinnen-Meister 2015, 2016
- Beste Mittelfeldspielerin der Serie A: 2024/25[6]